# Ron Saunders
Ronald "Ron" Saunders (Birkenhead, 6 november 1932 – 7 december 2019) was een Engels voetballer en trainer. Hij speelde als aanvaller gedurende zijn carrière. Saunders behaalde succes als trainer van Aston Villa. Hij won verschillende titels en prijzen als trainer.  

## Clubcarrière
Saunders was een efficiënte aanvaller in de jaren 50 en 60 van de 20e eeuw. Het meest scoorde hij voor Portsmouth. Hij maakte 145 competitiedoelpunten in zes jaar bij de club. Hij geldt als een van de beste spelers die voor Portsmouth hebben gespeeld. Daarnaast speelde Saunders voor Everton, Tonbridge Angels, Gillingham, Watford en Charlton Athletic. Saunders beëindigde zijn carrière in 1967 nadat hij voor meer dan 240 doelpunten had getekend. Daarna werd Saunders actief als trainer.

## Trainerscarrière

### Norwich City
In 1972 werd Saunders kampioen van de voormalige Football League Second Division met Norwich City, waardoor men naar de hoogste klasse promoveerde: de Football League First Division.

### Manchester City
In 1974 werd Saunders aangesteld als trainer van Aston Villa. Tussen zijn periode bij Norwich City (1969–1973) en Aston Villa (1974–1982) had Saunders de leiding over Manchester City, dat onder Saunders' leiding na de glorieuze jaren 60 voor de club – Manchester City werd Engels landskampioen in 1966 en 1968 – op de dool bleef. Manchester City werd veertiende in 1973/74. 

### Aston Villa
Gedurende zijn eerste jaar als trainer van Aston Villa won Saunders de League Cup en twee jaar later, in 1977, herhaalde hij dat. Begin jaren tachtig beleefde de club de beste jaren uit de clubgeschiedenis onder Saunders. In 1981 won Aston Villa de First Division, de voorlopig laatste landstitel uit de clubgeschiedenis.
Een jaar later kwam het orgelpunt in de geschiedenis van Aston Villa. De club won de Europacup I, tegenwoordig de Champions League, door in de finale te winnen van Bayern München met 1–0. Niet Saunders, maar wel zijn assistent Tony Barton zat daarbij op de bank. Saunders had vier maanden eerder ontslag genomen wegens tegenvallende resultaten – de club werd elfde in 1981/82.

### Birmingham City en West Brom
Saunders werd nadien trainer van aartsrivaal Birmingham City (1982–1986) en was daarna nog trainer van West Bromwich Albion tot en met september 1987, maar werd ontslagen omdat hij de club niet naar de hoogste klasse kon gidsen. Saunders coachte sedertdien geen club meer en was een trainer op rust.
Saunders overleed op 7 december 2019 aan een slepende ziekte. Hij werd 87 jaar.

## Erelijst als trainer
Norwich City
- Football League Second Division: 1972

Aston Villa
- Football League First Division: 1981
- FA Charity Shield: 1981
- Football League Cup: 1975, 1977